# Pásztorháza
Pásztorháza (korábban Stinác, németül: Stinatz, horvátul: Stinjaki) mezőváros Ausztriában, Burgenland tartományban, a Németújvári járásban,

## Fekvése
Németújvártól 27 km-re északnyugatra, a régi magyar határ közelében fekszik.

## Története
Pásztorháza akkor keletkezett, amikor az 1532-es török hadjáratot követően Batthyány Ferenc horvát-szlavón bán horvátországi birtokairól horvát családokat telepített a németújvári uradalom területére. Első írásos említése 1577-ben történt. Lakói főként marha, bor, gyümölcs és só kereskedelemmel foglalkoztak, melyeket Magyarország és Horvátország területére szállítottak. 1643-ban tűzvész pusztított, melyben az egész falu leégett. 1648-ban pestisjárvány szedett áldozatokat. 1750-ben 44 ház állt a településen. 1790-ben önálló plébánia létesült itt, addig Szentelek filiája volt. A település határait 1847-ben rögzítették.
Vályi András szerint „STINACZ. Horvát falu Vas Várm. földes Ura Gr. Batthyáni Uraság, lakosai katolikusok, fekszik Stájer Ország’ szélénél; határja sovány, lakosai fuharoznak.”
Fényes Elek szerint „Stinacz, horvát falu, Vas vmegyében, közel Stájerországhoz, 784 kath. lak., kik hires szekeresek. Kath. paroch. szentegyház. Földjei a Lapincz mellékén termékenyek. Szőlőhegye savanyu bort terem. A németujvári uradalomhoz tartozik. Ut. p. Fürstenfeld.”
Vas vármegye monográfiája szerint „Stinácz, stájer határszéli nagy falu, 149 házzal és 1181 horvátajkú lakossal. Postája van, távírója Szt.-Elek. Lakosai mindannyian r. katholikusok. A körjegyzőség székhelye. Kath. temploma e század elején épült. Birtokosa herczeg Batthyány Fülöp.”
1910-ben 1232 lakosából 1156 horvát, 63 német és 13 magyar volt. A trianoni békeszerződésig Vas vármegye Németújvári járásához tartozott. 1921-ben Ausztria Burgenland tartományának része lett. Az áramot 1949-ben vezették be. 1957-ben megépült a vízvezeték hálózat. A lakosság 80 százaléka még 1970-ben is horvát volt, ezzel Burgenlandban a harmadik legnépesebb horvát településnek számított. 1976-ban megépült a csatorna hálózat. 1977-ben Pásztorháza mezővárosi rangot kapott, ebben az évben épült fel a népiskola épülete. 1981-ben átadták a postát, a tűzoltó szerházat és az óvodát magában foglaló központot. 2001-ben 1409 lakosából 873 horvát, 432 német, 8 magyar, 96 egyéb nemzetiségű volt.

## Nevezetességei
- Szent Péter és Pál apostolok tiszteletére szentelt római katolikus plébániatemploma 1790-ben épült.
- A településnek saját horvát néptáncegyüttese és tamburazenekara működik.
- A közösségi házban kis múzeum működik, mely a település életét mutatja be.

## Külső hivatkozások
- Pásztorháza weboldala
- Pásztorháza a dél-burgenlandi települések honlapján
- A plébánia honlapja Archiválva 2013. július 4-i dátummal a Wayback Machine-ben
- Geomix.at Archiválva 2009. december 19-i dátummal a Wayback Machine-ben
- Pásztorháza a dél-burgenlandi települések honlapján